# Залмоксис
 Тази статия е за литературният герой.  За върхът в Антарктида вижте Залмоксис (връх).  
Залмоксис (на старогръцки: Ζάλμοξις/Σάλμοξις/Ζάμολξις/Σάμολξις) е предполагаемо божество на тракийския народ гети, известно от „История“ на древногръцкия автор от V век пр. Хр. Херодот.
Единственият първичен източник за съществуването на Залмоксис и на култ към него е книгата на Херодот – не са известни никакви археологически, епиграфски или други исторически свидетелства за това. Залмоксис е споменаван и от други антични и средновековни автори, които преинтерпретират текста на Херодот. В наши дни този разказ става основа на спекулативни теории за религията на траките, които играят и важна роля в идеологията на румънския национализъм.

## Разказ на Херодот
Херодот пише за Залмоксис в параграфи 94 до 96 от книга 4 на своята „История“:
94. И тяхната [на гетите] вяра в безсмъртието е такава – те твърдят, че не умират, а този, който е убит, отива при Залмоксис, божество, което някои от тях наричат Гебелейзис; и на всеки четири години те изпращат един от тях, когото жребият избере, като пратеник до Залмоксис, възлагайки му искания, които правят при всеки случай; и те го изпращат така: някои от тях, които са посочени за това, имат три копия, а в същото време други държат от двете страни този, който е изпращан при Залмоксис, както за ръцете, така и за краката, и първо го залюляват, а след това го хвърлят във въздуха, така че да падне върху върховете на копията; и ако когато той е прободен, той умре, те мислят, че богът е благосклонен към тях; но ако той не умре, те обвиняват самия пратеник, наричайки го безполезен, и след като са го обвинили, те изпращат друг; и те му дават поръчките си предварително, докато още е жив. Същите тези траки стрелят със стрели към небето, когато има гръмотевици и светкавици, и заплашват бога, не вярвайки, че съществува друг бог, освен техния собствен.
95. Този Залмоксис, чух от елините, които живеят край Хелеспонт и Понт, бил човек и бил роб на Самос, и всъщност бил роб на Питагор, сина на Мнезарх. По късно, като станал свободен, спечелил голямо богатство, и след това се върнал в своята страна; и тъй като траките водят труден живот и са доста простодушни, този Залмоксис, свикнал с йонийския живот и с маниери, по-култивирани от тези, с които траките били свикнали, защото бил живял сред елините (и не само това, но и с Питагор, не най-неспособният философ на елините), подготвил зала за пиршества, където канел и гощавал първите мъже на народа, като в същото време ги поучавал, че нито самият той, нито гостите му, нито техните потомци след тях ще умрат; а че те ще отидат на място, където ще живеят вечно и ще имат всякакви хубави неща. Докато правел споменатото и говорел тези неща, той приготвял за себе си стая под земята; и когато тази стая била готова, той се скрил от траките и слязъл в подземната стая, където продължил да живее три години; и те скърбяли за загубата му и го оплаквали като мъртъв. Тогава на четвъртата година той се появил пред траките и по този начин те повярвали на нещата, които Залмоксис им бил говорил.
96. Така казват те, че е направил; но по този въпрос и стаята под земята, аз нито не го вярвам, нито вярвам много силно, а мисля, че този Залмоксис е живял много години преди Питагор. Все пак, и да е живял човек Залмоксис, и да е просто местно божество на гетите, нека да се сбогуваме с него засега.
Липсата на други източници, които да подкрепят разказа на Херодот, карат съвременни автори да допускат, че той е художествена измислица, приписваща на траките нрави и обичаи, звучащи екзотично за древните гърци.

## Антични и средновековни текстове
Залмоксис се споменава в диалога „Хармид“ на Платон. В него, чрез Сократ, древният автор разказва за един от тракийските лекари на Залмоксис: „От подобно естество, Хармиде, е и въздействието на баенето. Научих го там във войската от един тракийски лекар от учениците на Залмоксис, за които се говори, че можели да направят човека безсмъртен“. „А Залмоксис – рече ми той – нашият цар, който е божество, говори, че както не бива да се заемаме с лечението на очите отделно от главата, тъй не бива да се заемаме с лечението на главата отделно от цялото тяло и също така тялото отделно от душата“.
Според свидетелството на Страбон, Залмоксис се оттегля в пещера на свещената планина Когайон.
Залмоксис според Диодор е пророк и законодател, а според Диоген Лаерций – един от първите философи на варварите.
Сведения за пиршествата в андреона получаваме от Хесихий Милетски, лексикограф от V век, който разказва, че при завръщането си в Тракия, Залмоксис попада най-напред в нейната югоизточна част. Там той „научил първите от астите да се събират и да пируват, като казвал, че нито той сам, нито съмишлениците му ще умрат“ и по този начин им разкривал съкровените тайни на безсмъртието.

## В съвременната тракология
Мирча Елиаде е автор на няколко труда, свързани със Залмоксис, в това число и монография. Димитър Попов също разработва темата и е автор на две монографии, Залмоксис: Религия и общество на траките и  Богът с много имена.